# Bordžomi
Bordžomi (gruzínsky ბორჯომი) je město a lázně v Samcche-Džavachetii na jihozápadě Gruzie. Leží asi 100 km Z od Tbilisi a 120 km V od pobřeží Černého moře. Je známé svou minerální vodou Bordžomi, jež zaujímá první místo v exportu Gruzie a je oblíbená v zemích bývalého Sovětského svazu. Město kandidovalo spolu s Bakuriani na uspořádání Zimních olympijských her v roce 2014. Právě s Bakuriani je město spojeno úzkorozchodnou dráhou Bordžomi – Bakuriani.

## Rodáci
Otto Smik (1922–1944), československý pilot 122., 222., 310. a 312. stíhahací perutě RAF, pilot a velitel 127. stíhací 
perutě RAF, letecké eso